# Naamloos hofje (Zeilstraat 68-70)
Aan een doodlopend zijweggetje van de Zeilstraat in Scheveningen (Den Haag) is een naamloos hofje gelegen. 
Het wordt omsloten door de panden met huisnummers 54 tot en met 70. De panden aan weerszijden van het hofje zijn opnieuw gebouwd, doch in de stijl van de vroegere visserswoningen. Aan het eind van het hofje staan nog enkele originele vissershuisjes, nummers 58 t/m 66. De nummers 58 en 60 zijn inmiddels samengetrokken tot één woning en zo ook de nummers 62 en 64. Het huis op nummer 66 bestaat niet meer.